# Haligovce
Haligovce é um município da Eslováquia, situado no distrito de Stará Ľubovňa, na região de Prešov. Tem 11,36 km² de área e sua população em 2018 foi estimada em 635 habitantes.

## Demografia
| Ano:        | 1994 | 2004   | 2014   | 2024   |
| ----------- | ---- | ------ | ------ | ------ |
| Broj ljudi: | 651  | 683    | 652    | 653    |
| Razlika:    |      | +4,91% | -4,53% | +0,15% |

| Ano:               | 2023 | 2024   |
| ------------------ | ---- | ------ |
| Número de pessoas: | 645  | 653    |
| Diferença:         |      | +1,24% |